# Чед Гедрік
Чед Гедрік (англ. Chad Hedrick, 17 квітня 1977) — американський ковзаняр, олімпійський чемпіон та призер Олімпійських ігор, чемпіон та рекордсмен світу.
Крім бігу на ковзанах на льоду Гедрік займається бігом на роликових ковзанах. Його батькам належить зала для катання на роликах в місті Спрінг, Техас. У бігу на роликах Гедрік винайшов особливу техніку, яку називають дабл-пуш, революціонізувавши цей вид спорту. Це допомогло Гедвіку вигравати чемпіонат США 93 рази (станом на червень 2010).
Бігом на льодовій доріжці Гедрік почав займатися з 2002 року, коли побачив, що його партнер-суперник із роликового бігу Дерек Парра виграв медаль на Олімпіаді в Солт-Лейк-Сіті. Перехід був успішним, і вже в 2004 Гедвік виграв чемпіонат світу з бігу на ковзанах у абсолютному заліку, встановивши при цьому світовий рекорд.
На Туринську олімпіаду Гедрік їхав, проголосивши мету повторити рекорд Еріка Гейдена — 5 золотих олімпійських медалей на одних іграх. Однак, він зумів вибороти лише одну золоту, одну срібну й одну бронзову медалі. Він викликав скандал, звинувативши Шані Девіса в небажанні взяти участь у командній гонці переслідування — мовляв, із Девісом збірній США була б забезпечена перемога.
На Олімпіаді у Ванкувері Гедрік виборов дві медалі — бронзу на дистанції 1000 м і срібло в командній гонці переслідування.